# Forteresse aldobrandesque (Roccalbegna)
La Forteresse aldobrandesque (en italien : Rocca aldobrandesca), également appelé le Sasso, est un château médiéval en ruine de la commune de Roccalbegna, dans la province de Grosseto en Toscane,.

## Histoire
La forteresse aldobrandesque a été construite à l'époque médiévale au sommet de l'imposante falaise qui domine le bourg de Roccalbegna et le cours de la rivière Albegna.
La famille Aldobrandeschi utilisait cette fortification à des fins défensives et de surveillance ; sa position particulière rendait la fortification pratiquement imprenable et avait également été conçue comme refuge pour la population en cas de siège mené par les troupes ennemies. Au XIIIe siècle, la forteresse constituait le point d'appui du système défensif avec le Cassero Senese, un donjon situé au sommet de l'autre falaise.
Au XIVe siècle, avec le début de la domination siennoise sur Roccalbegna, la forteresse connut une période de déclin, car elle n'était plus considérée comme un ouvrage d'importance stratégique fondamentale du point de vue défensif ; les Siennois préféraient garder le contrôle depuis le donjon voisin.
Avec la chute de la république de Sienne, Roccalbegna et ses fortifications furent temporairement incorporées au grand-duché de Toscane au milieu du XVIe siècle, pour ensuite être cédées au comté de Santa Fiora de la famille Sforza.
En 1624, la ville entière fut cédée à la famille Bichi de Sienne, qui fit du palais municipal du même nom sa résidence ; depuis lors, la forteresse a été complètement abandonnée, restant aujourd'hui sous la forme d'imposantes ruines qui rappellent sa grandeur passée.

## Description
Son emplacement est au sommet de la plus haute falaise surplombant la ville en contrebas. Les ruines restent impressionnantes et les structures murales sont entièrement recouvertes de pierre, avec quelques fentes qui s'ouvrent à différentes hauteurs. Ils sont structurés selon une forme irrégulière, s'adaptant à l'orographie particulière du sommet de la falaise ; la fortification, désormais sans couverture sommitale, devait se développer sur au moins deux niveaux.

## Galerie

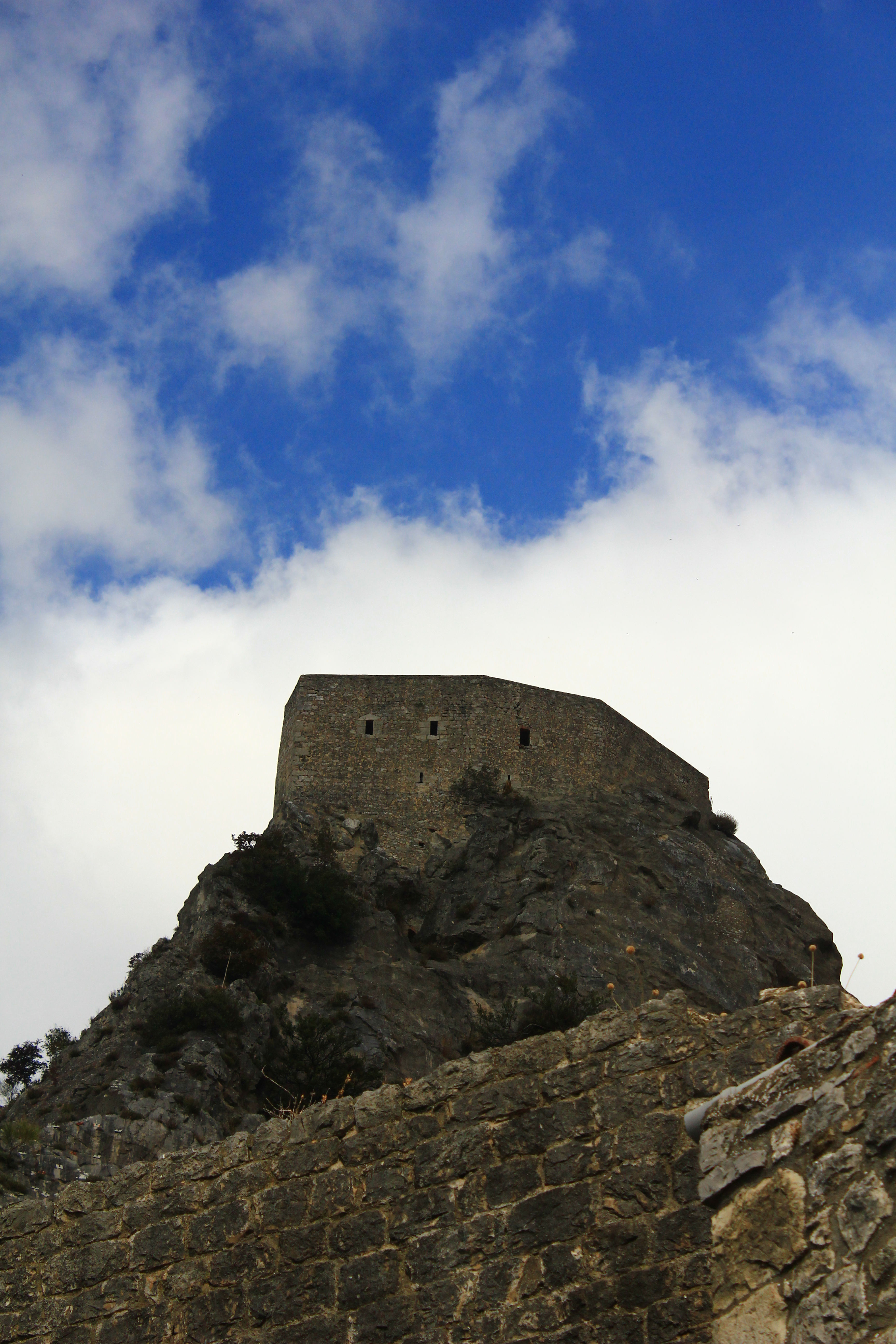
La Rocca aldobrandesca.
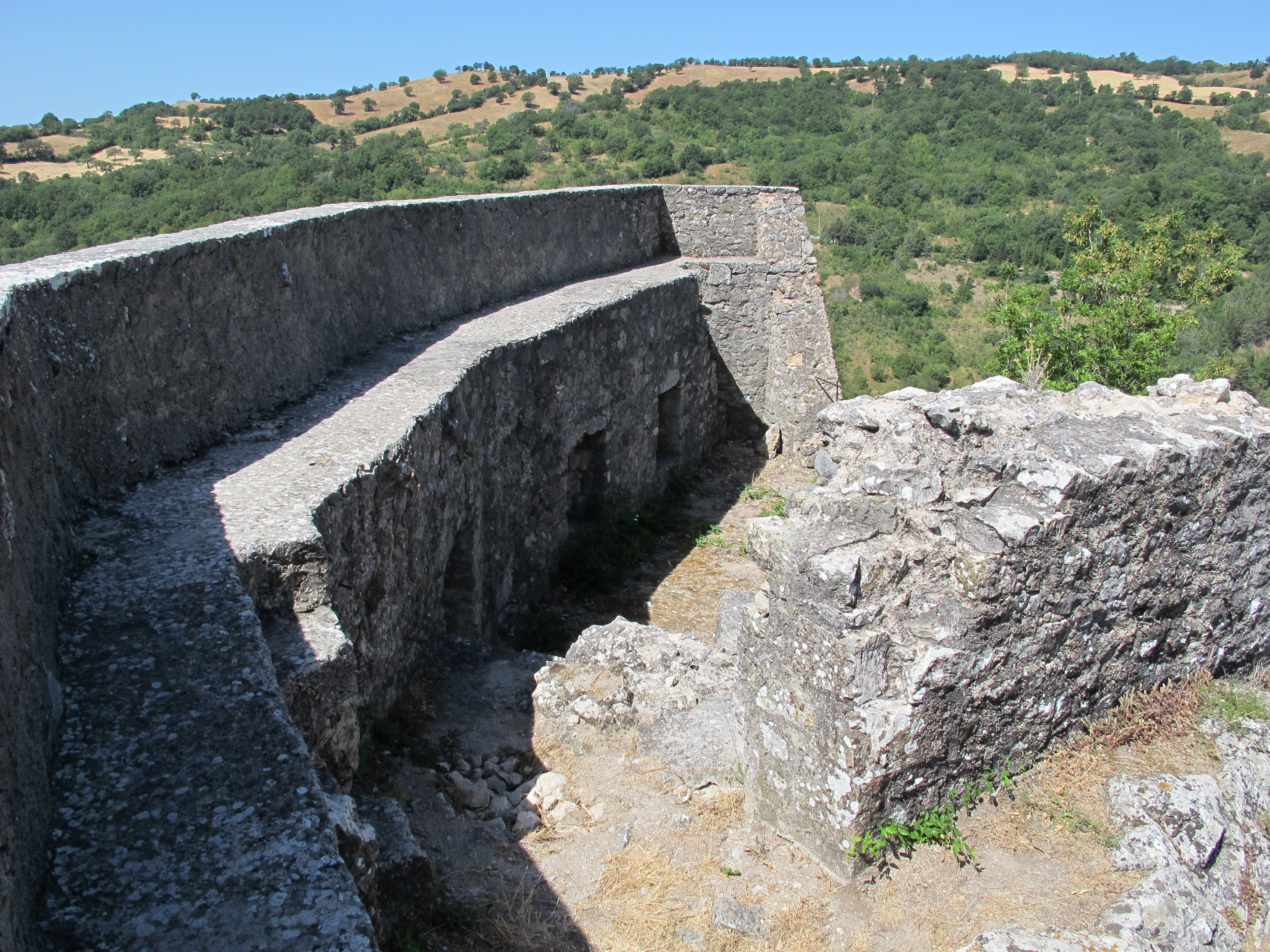
Le rempart de la forteresse.